# Svala Björgvinsdóttir
Svala Björgvinsdóttir (Reykjavik, 8 april 1977) is een IJslands zangeres.

## Biografie
Svala is de dochter van Bo Halldórsson, die IJsland vertegenwoordigde op het Eurovisiesongfestival 1995. Svala zelf begon reeds op jonge leeftijd muziek te spelen en te zingen, en bracht in 2001 haar eerste album uit. Begin 2017 nam ze deel aan Söngvakeppnin, de IJslandse preselectie voor het Eurovisiesongfestival. Met het nummer Paper won ze de nationale finale, waardoor ze 22 jaar na haar vader IJsland mocht vertegenwoordigen op het liedjesfestival in Oekraïne. Ze bleef er steken in de halve finale.
1986: ICY · 
1987: Halla Margrét · 
1988: Beathoven · 
1989: Daníel Ágúst · 
1990: Stjórnin · 
1991: Stefán & Eyfi · 
1992: Heart 2 Heart · 
1993: Inga · 
1994: Sigga · 
1995: Bo Halldórsson · 
1996: Anna Mjöll · 
1997: Paul Oscar · 
1999: Selma · 
2000: August & Telma · 
2001: Two Tricky · 
2003: Birgitta · 
2004: Jónsi · 
2005: Selma · 
2006: Silvia Night · 
2007: Eiríkur Hauksson · 
2008: Euroband · 
2009: Yohanna · 
2010: Hera Björk · 
2011: Sigurjón's Friends · 
2012: Gréta Salóme & Jónsi · 
2013: Eyþór Ingi Gunnlaugsson · 
2014: Pollapönk · 
2015: María Ólafsdóttir · 
2016: Gréta Salóme · 
2017: Svala · 
2018: Ari Ólafsson · 
2019: Hatari · 
2021: Daði & Gagnamagnið · 
2022: Systur · 
2023: Diljá · 
2024: Hera Björk · 
2025: Væb
- Gemeinsame Normdatei: 135239761
- International Standard Name Identifier: 0000 0000 5671 1611
- MusicBrainz: 3abd3b1f-fef1-4bcc-9b0f-0ab46ff5a353
- Virtual International Authority File: 80053012
- WorldCat: E39PBJx8DDPTHQwQbXY96Rt3Qq